# Guilherme II, Conde da Holanda
Guilherme II da Holanda (fevereiro de 1228 — Hoogwoud, 28 de janeiro de 1256) foi um conde da Holanda e Zelândia (1235-1256) e Rei da Alemanha (1247-1256).
Guilherme II da Holanda foi o responsável pela construção do castelo da Haia, ajudando no desenvolvimento da cidade. Foi casado com Isabel de Brunsvique-Luneburgo, e pai de Florêncio V da Holanda.